# 羅德曼 (紐約州普查規定居民點)
羅德曼（英語：Rodman）是位於美國紐約州傑佛遜縣的普查規定居民點。

## 人口
根據2020年美國人口普查的數據，羅德曼的面積為0.41平方千米，皆為陸地。當地共有人口152人，而人口密度為每平方千米370.73人。